# Leptopterigynandrum filiforme
Leptopterigynandrum filiforme là một loài Rêu trong họ Thuidiaceae. Loài này được (M.X. Zhang) L. R. Stark & W.R. Buck mô tả khoa học đầu tiên năm 1986.